# Santiago Cervera (violinista)
Santiago Cervera (Benetuser, Valencia, 18 de mayo de 1938 — Berlín, Alemania, 14 de enero de 1999)  fue un violinista español que formó parte de la Filarmónica de Berlín durante 28 años. Es uno de los pocos españoles que han formado parte de esta prestigiosa formación, como el violinista Enrique Fernández Arbós o la violinista Raquel Areal Martinez

## Biografía
Cervera pertenecía a una familia acomodada, lo que le permitió tomar clases de los más relevantes profesores de violín y hasta llegó a visitar al Pablo Casals en Puerto Rico. Después de unos años viviendo en París, conoció a una turista alemana con la que se casó en Berlín y tuvo dos hijos. Tras un intensivo entrenamiento concurrió a las audiciones de la Filarmónica de Berlín, obteniendo una plaza fija en 1968. Con Karajan en la dirección grabó, entre otras, las sinfonías de Beethoven y Brahms. También trabajó bajo la dirección de Claudio Abbado. Falleció en 1999 en Berlín.